# Guds kärlek den liknar en stor ocean
Guds kärlek den liknar en stor ocean är en psalmsång med text av Albert Benjamin Simpson och musik av Russell Kelso Carter.

## Publicerad i
- Frälsningsarméns sångbok 1990 som nr 401 under rubriken "Helgelse".
- Sångboken 1998 som nr 34.